# Cyrtoneurina grandis
Cyrtoneurina grandis är en tvåvingeart som beskrevs av Márcia Souto Couri 1982. Cyrtoneurina grandis ingår i släktet Cyrtoneurina och familjen husflugor. Inga underarter finns listade i Catalogue of Life.